# Mohammed Rabii
Mohammed Rabii (* 13. Juli 1993 in Casablanca, Marokko) ist ein marokkanischer Profiboxer im Halbmittelgewicht.

## Amateurkarriere
Mohammed Rabii ist rund 1,80 m groß und Linksausleger. Er war Teilnehmer der Junioren-Weltmeisterschaften 2009 in Armenien und der Jugend-Weltmeisterschaften 2010 in Aserbaidschan. Bei den Afrikanischen Jugend-Meisterschaften 2010 in Kamerun gewann er Silber im Halbweltergewicht. Bei den Weltmeisterschaften 2013 in Kasachstan schied er in der Vorrunde gegen Erkin Bolotbek uulu aus.
2015 boxte er für das marokkanische Team Morocco Atlas Lions in der World Series of Boxing (WSB), gewann jeden seiner sieben Kämpfe und beendete die Saison auf Platz 1 der WSB-Rangliste im Weltergewicht, womit er sich für die Olympischen Spiele 2016 in Rio de Janeiro qualifizierte. Darüber hinaus wurde er zum besten Boxer der Saison gewählt. Zu seinen besiegten Gegnern zählten der spätere WM-Bronzegewinner Liu Wei und der amtierende Olympiasieger Roniel Iglesias.
Im August 2015 gewann er die Goldmedaille im Weltergewicht bei den Afrikameisterschaften in Marokko und im Oktober 2015 ebenfalls die Goldmedaille im Weltergewicht bei den Weltmeisterschaften in Katar. Er hatte dabei die späteren Olympiateilnehmer Alberto Palmeta und Josh Kelly sowie erneut Liu Wei besiegt und konnte sich im Finale gegen den amtierenden Asien- und Weltmeister Danijar Jeleussinow durchsetzen. Im Dezember 2015 besiegte er beim Olympic Test Event in Rio de Janeiro die ebenfalls für Olympia qualifizierten Boxer Araik Marutjan und Juan Romero.
Als einer der Favoriten startete er dann bei den Olympischen Spielen 2016 und besiegte dort Rayton Okwiri und Steven Donnelly, ehe er im Halbfinale gegen Shaxram Gʻiyosov mit einer Bronzemedaille ausschied. Gʻiyosov unterlag später im Finalkampf gegen Danijar Jeleussinow.

## Profikarriere
Rabii wechselte im Oktober 2016 unter dem irischen Promoter Nowwhere2Hyde Management von Gary Hyde in das Profilager, trainierte unter Donald Leary und gewann sein Debüt am 11. März 2017 in Prag durch Technischen Knockout (TKO) in der ersten Runde gegen László Kovács.
In seinen nächsten Kämpfen besiegte er unter anderem Giuseppe Lauri, Anderson Clayton, Gogi Knežević und Rafał Jackiewicz.

## Privates
Rabii ist verheiratet und Vater eines 2017 geborenen Sohnes.